# ササクサ
ササクサ (Lophatherum gracile Brongn.) は、単子葉植物イネ科ササクサ属の植物で、多年草である。ササに似た葉を持つ背の低い草で、種子はひっつき虫である。

## 特徴
多数の茎が束になって生え、背丈は40-80cm、その半分位は花序であるから、中型からやや小型の植物である。葉は茎の節ごとに、やや間を置いてつき、はっきりした短い葉柄がある。葉身は長さ10-30cm、広披針形で、薄い革質で偏平、少しつやがあって深緑。非常に笹の葉に似ている。なお、あまり目立たないが葉脈がはっきりとした格子状になる、という点も珍しいらしい。
花期は8-10月で、長く茎を上に伸ばし、少数の側枝を出す。それぞれの枝に細長い小穂が穂状につく。小穂には柄がなく、軸に対して大きい角度で立ち、一つの枝につく小穂はどれも同じ方向に突き出す。
小穂は先のとがったほぼ円筒形で、先がとがっているのでドングリを思い切り細くしたような形である。先端には短い刺が多数あり、そこに逆刺が密生している。果実が熟すると小穂の基部で切り離されるようになり、先端の刺が何かに引っ掛かると小穂全体がくっつくようになっている。衣服などによく引っ掛かり、布目に食い込んで外れにくい。引きはがすと小穂先端の刺の出ている部分だけが切り離される。果実はこの時外れる部分に入っている。布目に残る部分は小さいのでなお外れにくくなるという悪循環になるので、引っ付き虫としてもたちの悪い部類に属する。
名前は上記のように葉がササに似ることによる。

## 小穂の構造

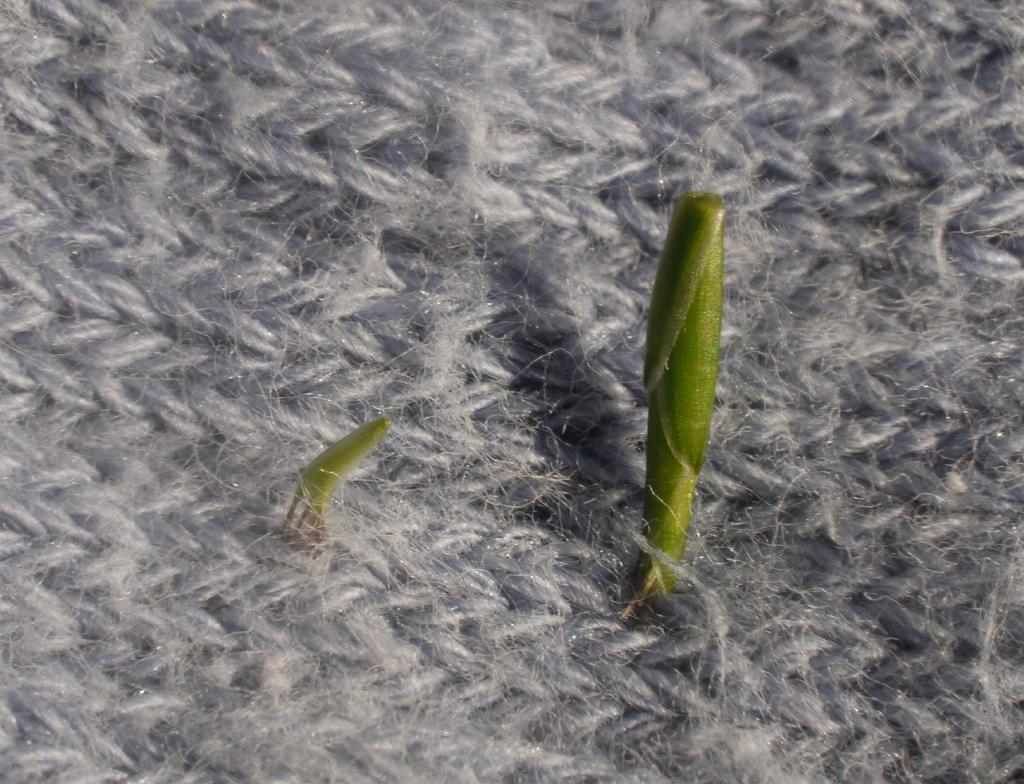
ひっつき虫している小穂
右は全部、左は先端部だけが残ったもの

この植物の小穂は数個の花からなっているが、結実するのは一番下の一つだけである。基部には二つの包頴があり、それぞれ楕円形で五脈をもち、大きさは二番目のものが大きい。その内側に最下の小花の護頴があり、この内側に雄蘂二本と雌蘂が入っている。内頴は細長くてへら型。この花が結実する訳であるが、それに続いてさらに数個の小花があり、それらは退化して護頴のみとなっている。この部分は結実する小花の護頴に包まれているが、その内側では細い柄でつながり、切れやすい構造になっている。柄の先には数枚の護頴が互いに包み合うようにしてまとまっている。それらの護頴には短くて縁に逆棘の並んだ芒があり、その部分の先端から束のように突き出す。これが引っ付き虫の鉤の役割を果たしている。
つまり、小穂の小花のうち最下のものが果実を作り、それ以外の花は引っ掛かり役になっている。果実が熟するとこの部分で動物などに引っ掛かり、小穂の基部で外れることで小穂全体が運ばれ、しかもその先では引っ掛かり部分が外れることで果実の部分だけが脱落するという、引っ掛かりやすく、しかも散布されやすい構造を作っている。我々にとってはこの引っ掛かり部分だけが外れる、というのがやっかいであるが。つまり、衣服に付いたそれらを外そうとすると、たいていは主要部分が引きちぎられて、件の鉤の部分だけが残るのである。すると今度は小さくなったものを爪先で引きちぎる作業にかからねばならず、大変な労力を強いられる。
なお、ササクサでは不稔の小花の護頴にある芒は登実小花のそれにはないが、下記のトウササクサではすべての護頴に同じような芒が出る。

## 生育環境
森林の林下に生える。浅い山にも多く、やや明るい林縁などに大きな集団を作ることがある。神社などでもよく見られ、秋にこのような場所を歩くと衣服が大変なことになる。

## 分布
本州（関東以西）から琉球列島に分布する。国外では朝鮮南部、中国南部からインド、インドネシアに分布する。

## 近縁種
同属のものとしては日本にはもう一種トウササクサ(L. sinense Rendle)がある。全体にササクサに似るがやや大きく、また小穂の基部が大きく膨らんでいて偏平になっている点が大きく異なる。分布もほぼ同じであるが、はるかに希少である。

## 類似の植物
イネ科の草で、葉の幅が広くて笹に似るものは他にもあり、チゴザサやチヂミザサのように名前に笹を含むものもいくつかある。しかし葉の形ではササクサが断然笹に似ている。また、それらの草はもっと小柄で、茎が這うものが多いので区別には困らない。九州南部以南にあるササキビ(Setaria palmifolia (Koenig) Stapf.)は幅広い葉をつけ、株立ちになるもので、全体の姿はやや似ているが、こちらの葉は縦襞が多くてむしろヤシの葉を思わせる。